# Grup Maletti
El Grup Maletti (italià: Raggruppamento Maletti) va ser una unitat mecanitzada formada per l'Exèrcit Reial Italià (Regio Esercito) a la Líbia italiana, durant les etapes inicials de la Campanya del Desert Occidental de la Segona Guerra Mundial. L'exèrcit italià tenia tres divisions blindades a Europa, però totes eren necessàries per a l'ocupació d'Albània i la propera invasió de Grècia, que va començar el 28 d'octubre de 1940. El Raggruppamento Maletti es va formar el juny de 1940, com a part del 10è Exèrcit (el general Mario Berti) i contenia tots els tancs mitjans M11/39 a Líbia.
Els tancs mitjans i tanquetes que ja hi havia a la colònia s'havien de combinar amb tancs mitjans enviats des d'Itàlia, per formar una nova divisió blindada i un nou quarter general, el Comandament de Tancs Líbis, es va establir el 29 d'agost. El Raggruppamento Maletti va participar en l'Operazione E, la invasió italiana d'Egipte el 1940 i va arribar a Sidi Barrani el 16 de setembre. El grup va ser destruït al campament de Nibeiwa el 9 de desembre, durant l'Operació Compass, una incursió britànica contra les posicions del 10è Exèrcit dins d'Egipte. La resta de les unitats de comandament i tancs que van arribar a Líbia es van combinar en el Grup Babini que també va ser destruït a la batalla de Beda Fomm (6-7 de febrer de 1941), la derrota final del 10è Exèrcit, que va provocar l'ocupació britànica de Cirenaica.

## Antecedents

### 32º Reggimento carri
El 32è Regiment de Tancs es va formar l'1 de desembre de 1938 i l'1 de febrer de 1939 va passar a formar part de la 132a Divisió Blindada "Ariete", la segona divisió blindada italiana. A la declaració de guerra italiana de l'11 de juny de 1940, el 32è Regiment de Tancs es va traslladar amb l'Ariete des del Vèneto fins a la frontera amb França, com a part de l'Exèrcit del Po, però la guerra va acabar tan ràpidament que la divisió no va ser utilitzada. El 28 de juliol de 1939, el I i el II Batalló de Tancs "M" van rebre 96 tancs Fiat M11/39 per substituir els seus Fiat 3000. Les inadequacions dels tancs M11/39 van portar a la decisió el 26 d'octubre de 1939 de substituir-los per tancs M13/40 i el primer lot, construït per Ansaldo a Gènova l'octubre de 1940, es va utilitzar per equipar el III Batalló de Tancs "M" amb 37 dels nous tancs.

### Raggruppamento Maletti
El Batalló I de Tancs "M" (Major Victor Ceva) i el Batalló II de Tancs "M" (Major Eugenio Campanile) i els seus tancs M11/39, van desembarcar a Líbia el 8 de juliol de 1940 i es van transferir aquestes unitats del 32è Regiment de Tancs a Itàlia al 4t Regiment de Tancs a Líbia. Els dos batallons tenien una plantilla de 600 homes, 72 tancs, 56 vehicles, 37 motocicletes i 76 remolcs. Els tancs mitjans van reforçar les 324 tanquetes L3/35 que ja es trobaven a Líbia. El Raggruppamento Maletti (General Pietro Maletti) es va formar a Derna el mateix dia, amb set batallons d'infanteria motoritzats libis, una companyia de tancs M11/39, una companyia de tanquetes L3/33, artilleria motoritzada i unitats de subministrament com a unitat motoritzada principal del 10è Exèrcit i la primera unitat d'armes combinades al nord d'Àfrica.

### Comando carri della Libia
El 29 d'agost, a mesura que van arribar més tancs d'Itàlia, es va formar el Comando carri della Libia (Comandament de tancs de Líbia) sota el comandament del general Valentino Babini, amb tres Raggruppamenti. Raggruppamento Aresca (Coronel Pietro Aresca) amb el I Batalló de Tancs "M" i el 31è, 61è i 62è Batalló de Tancs "L", Raggruppamento Trivioli (Coronel Antonio Trivioli), amb el II Batalló de Tancs "M", menys una companyia i el IX, XX i LXI Batalló de Tancs "L" i el Raggruppamento Maletti amb el Batalló de Tancs LX "L" i la companyia M11/39 restant del II Batalló de Tancs "M". El Raggruppamento Maletti va passar a formar part del Regio Corpo Truppe Coloniali della Libia (Cos Reial de Tropes Colonials Líbies), amb la 1a Divisió líbia i la 2a Divisió líbia.

## Campanya del Desert Occidental

### Invasió italiana d'Egipte

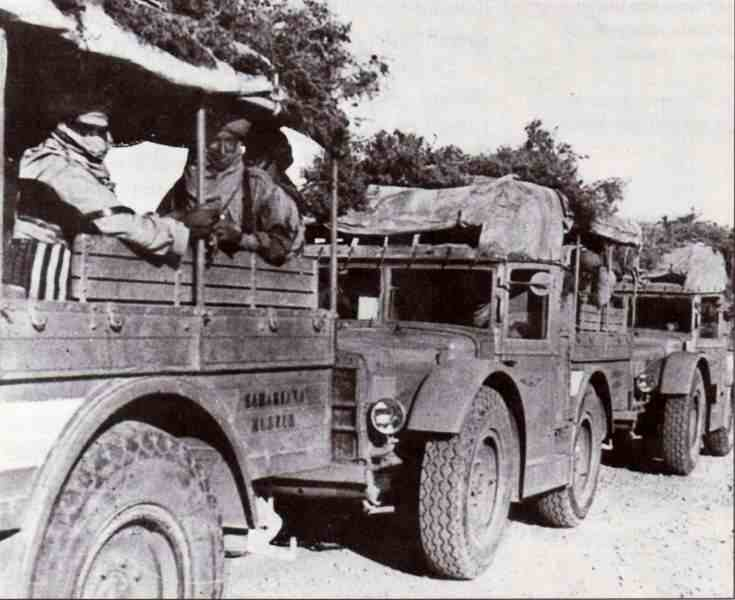
Columna d' autocarri sahariani AS37 del Grup "Maletti" en marxa cap a Sidi Barrani.

El mariscal Rodolfo Graziani va revisar l'Operazione E, el pla per a la invasió d'Egipte per part del 10è Exèrcit i va fer de Sidi Barrani l'objectiu, sis dies abans de la data límit per a una invasió imposada per Mussolini. Mentre una columna nord amb les divisions no motoritzades italianes havia d'avançar al llarg de la costa per la Via Balbia, travessar la frontera i atacar pel pas d' Halfaya, per ocupar Sollum i capturar Sidi Barrani. Una columna sud amb la 1a Divisió líbia, la 2a Divisió líbia i el Raggruppamento Maletti havien d'avançar per la pista del desert des de Dayr al Hamra fins a Bir ar Rabiyah i Bir Enba al sud de l'escarpa, al voltant del flanc interior (sud) britànic.
La maniobra de flanqueig del Raggruppamento Maletti va fallar perquè no tenia mapes i equips de navegació adequats per viatjar al desert i el grup es va perdre quan es va traslladar al seu punt de partida a Sidi Omar. El Quarter General (HQ) del XXIII Cos va haver d'enviar avions per guiar el grup cap a la seva posició. La 1a divisió líbia i la 2a divisió líbia també es van retardar en arribar a la cita prop de Fort Capuzzo i el fiasco va fer que Graziani cancel·lés l'amplia maniobra de flanqueig. El 10è Exèrcit, en una massa de cinc divisions i els grups blindats, va rebre l'ordre de desplaçar-se per la carretera de la costa, ocupar Sollum i avançar cap a Sidi Barrani a través de Buq Buq. Un cop a Sidi Barrani, l'exèrcit es consolidaria, ampliaria la Via Balbia construint la Via della Vittoria per avançar els subministraments, destruir els contraatacs britànics i després avançar cap a Mersa Matruh. La immobilitat de les divisions d'infanteria no motoritzada va obligar a Graziani a utilitzar la carretera de la costa, malgrat les forces mecanitzades de l'exèrcit, per intentar derrotar els britànics amb massa més que amb maniobra.

### Operació Compass i la destrucció delRaggruppamento Maletti
El 10è Exèrcit va planejar avançar a Mersa Matruh el 16 de desembre, però l'atac va ser anticipat per l'Operació Compass. Els cinc campaments fortificats des de la costa fins a l'escarpa estaven ben defensats però massa allunyats per a poder tenir camps de foc superposats i els defensors confiaven en patrulles terrestres i aèries per enllaçar els camps i vigilar els britànics. El campament de Nibeiwa era un rectangle d'uns 1,6 km × 2,4 km, amb un mur de terra i una rasa antitanc. S'havien posat mines però a la cantonada nord-oest, hi havia un buit al camp de mines per als camions de subministraments i un reconeixement nocturn britànic va trobar l'entrada.
Els britànics van aprofitar la manca de cooperació aire-terra italiana per atacar el camp de Nibeiwa des de la rereguarda, amb l'11è Brigada de la 4a Divisió Índia i els tancs d'infanteria Matilda del 7è Regiment Reial de Tancs (7è RTR). El reconeixement aeri italià va detectar moviments de vehicles britànics a la zona, però aparentment Maletti no va ser informat. El 8 de gener, Maletti va alertar la propera 2a Divisió líbia que el vol inusual a baix nivell de la RAF probablement tenia la intenció de dissimular el moviment de les unitats blindades. A les 6:30 a.m. del 9 de gener, molt abans de l'inici del principal atac britànic, Maletti s'havia posat en contacte amb els comandants de la 1a Divisió Líbia i la 2a Divisió Líbia, informant dels moviments preparatoris britànics.
A les 5:00 a.m. del 9 de desembre, l'artilleria britànica va iniciar un bombardeig de distracció d'una hora des de l'est i a les 7:15 a.m., la 4a artilleria divisional índia va obrir foc. L'11a Brigada d'Infanteria de l'Índia i el 7è RTR van atacar des del nord-oest, amb Bren Carriers als flancs, tots disparant en moviment. Uns vint tancs mitjans italians fora del campament van ser destruïts en l'atac inicial britànic, mentre escalfaven els seus motors abans d'esmorzar. L'artilleria italiana i el foc de metralladores van començar quan grups aïllats d'italians intentaven caçar els tancs d'infanteria britànica amb granades de mà. A les 7:45 a.m., la infanteria escocesa i índia va començar a escombrar metòdicament el campament, recolzada per l'artilleria i els tancs. A les 10:40 a.m., el camp havia estat envaït i 2.000 presoners italians i libis havien estat capturats, juntament amb una gran quantitat de subministraments i aigua per la pèrdua britànica de 56 homes. Un total de 819 soldats italians i libis havien mort juntament amb Maletti i 1.338 van resultar ferits.
La resta d'unitats no desplegades a Egipte es van unir al Grup Babini que va ser destruït a la batalla de Beda Fomm.